# Tequila Aha Toro

Rote Flasche des Aha Toro Añejo

Tequila Aha Toro ist ein auf der geschichtsträchtigen Hazienda „El Olvido“ in dem kleinen Ort Jesús María hergestellter Tequila, der durch die Firma Destilados Olé, S.A. de C.V.  mit Sitz in Zapopan, Jalisco, in Mexiko vertrieben wird. 

## Sorten
Der Tequila der Marke Aha Toro wird in sechs Sorten produziert und in verschiedenfarbige Glasflaschen abgefüllt. Die Flaschenfarbe des Tequila Blanco ist blau, die des Reposado sandfarben, die des Añejo rot und die des Ultra Aged (Extra Añejo) orange. Darüber hinaus werden die Spezialprodukte Diva (pink) und Cream (schwarz) vertrieben.

## Herkunft des Namens
Der Name des Tequilas geht auf einen tatsächlich lebenden Stier (span. toro) zurück, der sich nachts gewaltsam Zutritt zur Lagerhalle verschafft hatte, in der die frischen Agavefrüchte aufbewahrt wurden, die zu Tequila verarbeitet werden sollten und stattdessen dem Stier zum Festmahl dienten. Eines Abends legten sich einige Arbeiter auf die Lauer, um den Eindringling auf frischer Tat zu ertappen. Sie vertrieben den Stier mit den Worten: „Aha toro! Verschwinde! Aha, aha!“ Bald wurde im Lagerhaus eine separate Wand errichtet, die den Stier von weiteren Besuchen abhielt.

## Auszeichnungen
Die Sorten Blanco und Añejo wurden bei den Internationalen Spirituosen-Wettbewerben 2008 bzw. 2009 mit der Goldmedaille ausgezeichnet.

## Vertrieb
Der Aha Toro Tequila wird in Deutschland von Sierra Madre vertrieben.